# Mellicta pseudaurelia
Mellicta pseudaurelia är en fjärilsart som beskrevs av Ebert 1926. Mellicta pseudaurelia ingår i släktet Mellicta och familjen praktfjärilar. Inga underarter finns listade i Catalogue of Life.